# Conseil des ministres de l'Albanie
Le Conseil des ministres (en albanais : Këshilli i Ministrave) constitue le pouvoir exécutif du gouvernement de l'Albanie. Le Conseil est dirigé par le Premier ministre. Le Premier ministre est nommé par le président parmi les candidats qui bénéficient du soutien de la majorité parlementaire ; le candidat est ensuite choisi par le Parlement. En l'absence du Premier ministre, le vice-Premier ministre (en) prend ses fonctions. Il y a 19 autres membres du gouvernement, exerçant les fonctions de vice-premiers ministres, de ministres ou des deux ; ils sont choisis par le Premier ministre et confirmés par le Parlement.

## Aperçu

### Fonctions
Les membres du Conseil peuvent avoir les fonctions suivantes :
- Premier ministre,
- Vice-Premier ministre (en),
- Ministre,
- Sous-ministre, il aide le ministre dans des domaines spécialisés
- Secrétaire général (Sekretari i Përgjithshëm), il assiste le ministre dans des domaines moins importants et assistent occasionnellement aux sessions du Conseil des ministres.

### Rôle
Le Conseil est responsable devant le Parlement. Le Parlement peut adopter une motion de censure obligeant le Conseil des ministres à démissionner. Cela a pour effet d'obliger le gouvernement à être composé de membres du parti politique majoritaire à l'Assemblée ou à former une coalition majoritaire. 
Les ministres sont tenus de répondre aux questions écrites ou orales qui leur sont posées par les députés, appelées questions gouvernementales. En outre, les ministres assistent aux sessions du Parlement lorsque les lois concernant les secteurs qui leur sont assignés et les portefeuilles départementaux sont à l'étude.
Les ministres ne peuvent pas proposer de loi sans l'approbation du Parlement. Les ministres proposent des projets de loi au Parlement qui ont de bonne chance d'être adoptée. Éventuellement, l'opinion majoritaire au Parlement peut différer sensiblement de celle de l'exécutif, ce qui entraîne un grand nombre d'amendements.
Le Conseil joue un rôle majeur dans la détermination de l'ordre du jour du Parlement. Il peut proposer des lois et des amendements lors des sessions parlementaires. Il dispose également d'un certain nombre de procédures pour accélérer les délibérations parlementaires.

## Gouvernement actuel
| Portefeuille                                          | Titulaire | Titulaire          | Parti |
| ----------------------------------------------------- | --------- | ------------------ | ----- |
| Premier ministre                                      |           | Edi Rama           | PSSh  |
| Vice-Premier ministre                                 |           | Belinda Balluku    | PSSh  |
| Ministre des Affaires étrangères et européennes       |           | Olta Xhaçka        | PSSh  |
| Ministre de la Défense                                |           | Niko Peleshi       | PSSh  |
| Ministre de l'Intérieur                               |           | Bledi Çuçi         | PSSh  |
| Ministre des Finances et de l'Économie                |           | Delina Ibrahimi    | Sans  |
| Ministre des Infrastructures et de l'Énergie          |           | Belinda Balluku    | PSSh  |
| Ministre de l'Éducation, des Sports et de la Jeunesse |           | Evis Kushi         | PSSh  |
| Ministre de la Justice                                |           | Ulsi Manja         | PSSh  |
| Ministre de la Culture                                |           | Elva Margariti     | Sans  |
| Ministre de l'Agriculture et du Développement rural   |           | Frida Krifca       | Sans  |
| Ministre de la Santé et de la Protection sociale      |           | Ogerta Manastirliu | PSSh  |
| Ministre du Tourisme et de l'Environnement            |           | Mirela Kumbaro     | PSSh  |
| Ministre pour les Relations avec l'Assemblée          |           | Elisa Spiropali    | PSSh  |
| Ministre pour la Protection des entrepreneurs         |           | Edona Bilali       | PSSh  |
| Ministre pour les Normes et les Services              |           | Milva Ekonomi      | PSSh  |
| Ministre pour la Jeunesse et les Sports               |           | Bora Muzhaqi       | PSSh  |
| Ministre pour la Reconstruction et les Réformes       |           | Majlinda Dhuka     | Sans  |